# ヌリ・シャヒン
ヌリ・シャヒン（Nuri Şahin、1988年9月5日 - ）は、西ドイツ・リューデンシャイト出身のトルコ系ドイツ人の元サッカー選手、現サッカー指導者。現役時代のポジションはミッドフィールダー。元トルコ代表。

## 経歴

### 選手時代

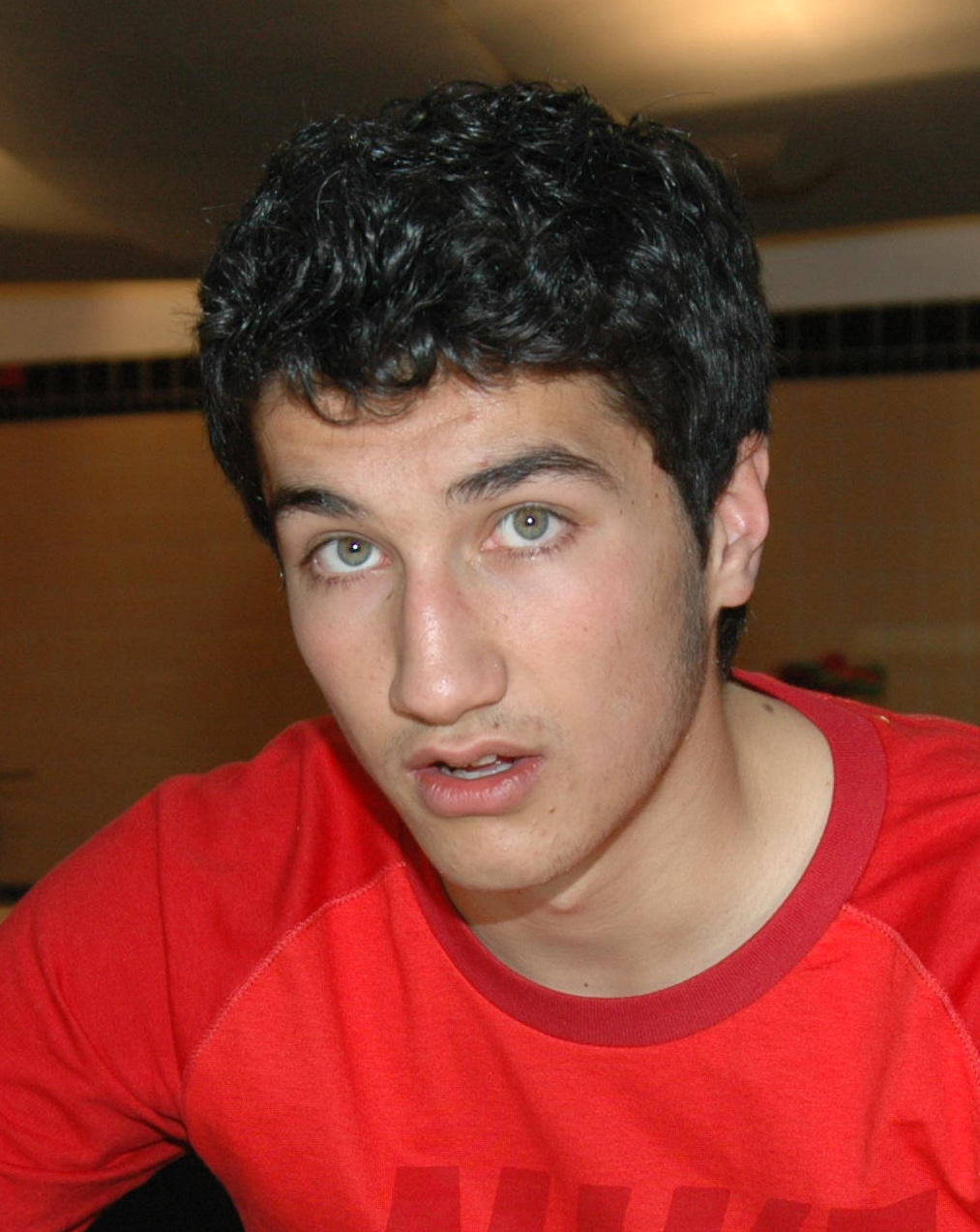
2006年の若手時代

ボルシア・ドルトムントの下部組織出身である、ボルシア・ドルトムント IIのユースに加入し、2005年夏には、イングランド・プレミアリーグに属するチェルシーFCやアーセナルFC、マンチェスター・ユナイテッドFCが獲得に乗りだした。特にアーセナルFCのアーセン・ベンゲル監督は「18歳以下ではヨーロッパで最も才能のある選手」とシャヒンを高く評価、当時16歳であったシャヒン獲得のために移籍金300万ユーロを提示するが、長らく財政難に喘いでいたボルシア・ドルトムントは「シャヒンはドルトムントの将来を握っている」（ヴァツケ代表取締役）とこのオファーを却下した同年8月6日、16歳334日でドイツ・ブンデスリーガデビューし、ブンデスリーガの最年少出場記録を塗り替えた。 同年夏にはUEFAインタートトカップのSKシグマ・オロモウツ戦に出場し、クラブの最年少欧州カップ戦出場記録を更新した。11月25日には1.FCニュルンベルク戦でリーグ戦初得点を記録し、こちらも当時の最年少得点記録を更新した（2020年にフロリアン・ヴィルツが17歳34日での最年少得点を樹立）。

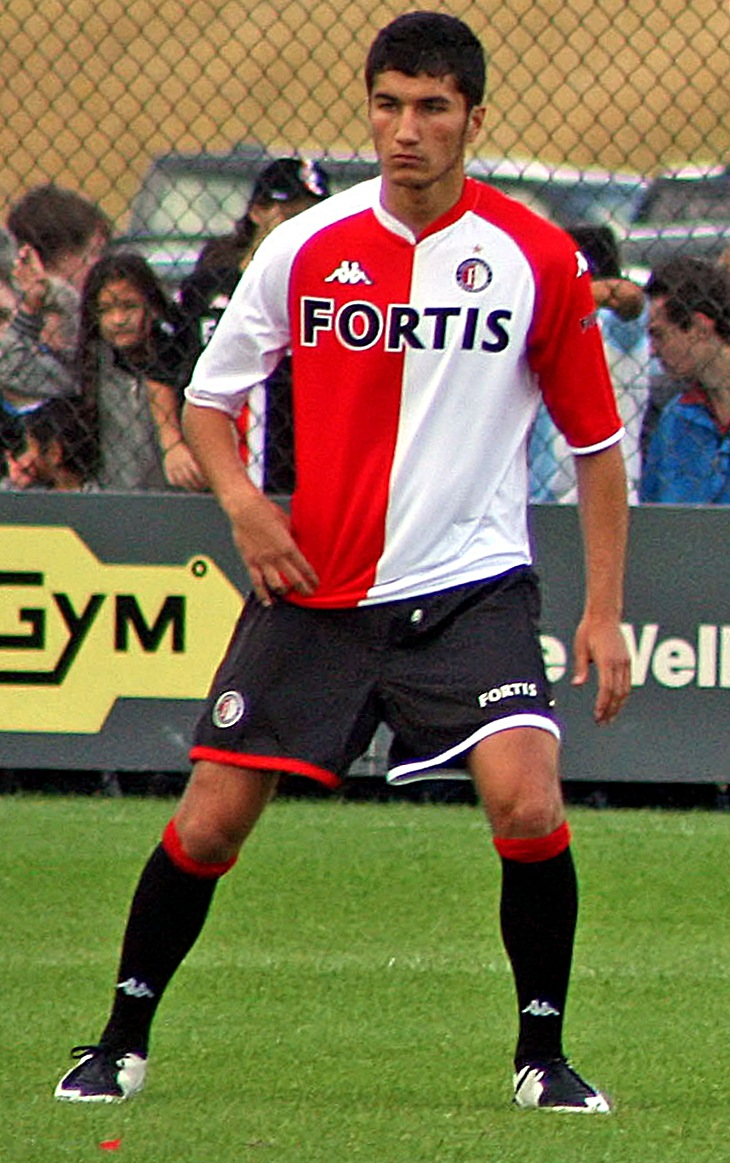
フェイエノールト時代

2007年7月5日、エールディヴィジのフェイエノールトに1年間の契約でレンタル移籍し、ベルト・ファン・マルワイク監督と再び顔を合わせた。同年10月には結婚式を挙げている。2007-08シーズンは不動のレギュラーとしてリーグ戦29試合に出場し、6得点5アシストを記録した。
2008年夏にドルトムントに復帰し、2008-09シーズン序盤戦はあまり出場機会を得られなかったものの、ウインターブレイク明けの後半戦はレギュラーの座を奪った。2009-10シーズンは開幕からレギュラーとして活躍し、リーグ戦34試合中出場停止を除く33試合に出場し、4得点8アシストを記録した。2010-11シーズンもチームの中心として、シーズン終盤に負傷離脱するまでは全試合に出場し、ブンデスリーガ優勝に大きく貢献した。そのシーズン、46.1%の支持を集めてキッカーが行った選手投票によるブンデスリーガ最優秀選手に選ばれた。
2011年5月9日、シーズン終了後にレアル・マドリードと6年契約を結ぶことを発表した。移籍金は1000万ユーロ（約11億5000万円）と報道され、違約金は650万ユーロに設定された。しかしドルトムント時代に負傷した左膝靭帯の状態が思わしくなく、以降も同箇所の度重なる負傷により移籍後暫くの間プレーすることはできなかったが、11月6日のCAオサスナ戦で初招集を受けると、サミ・ケディラとの交代で後半68分から出場した。

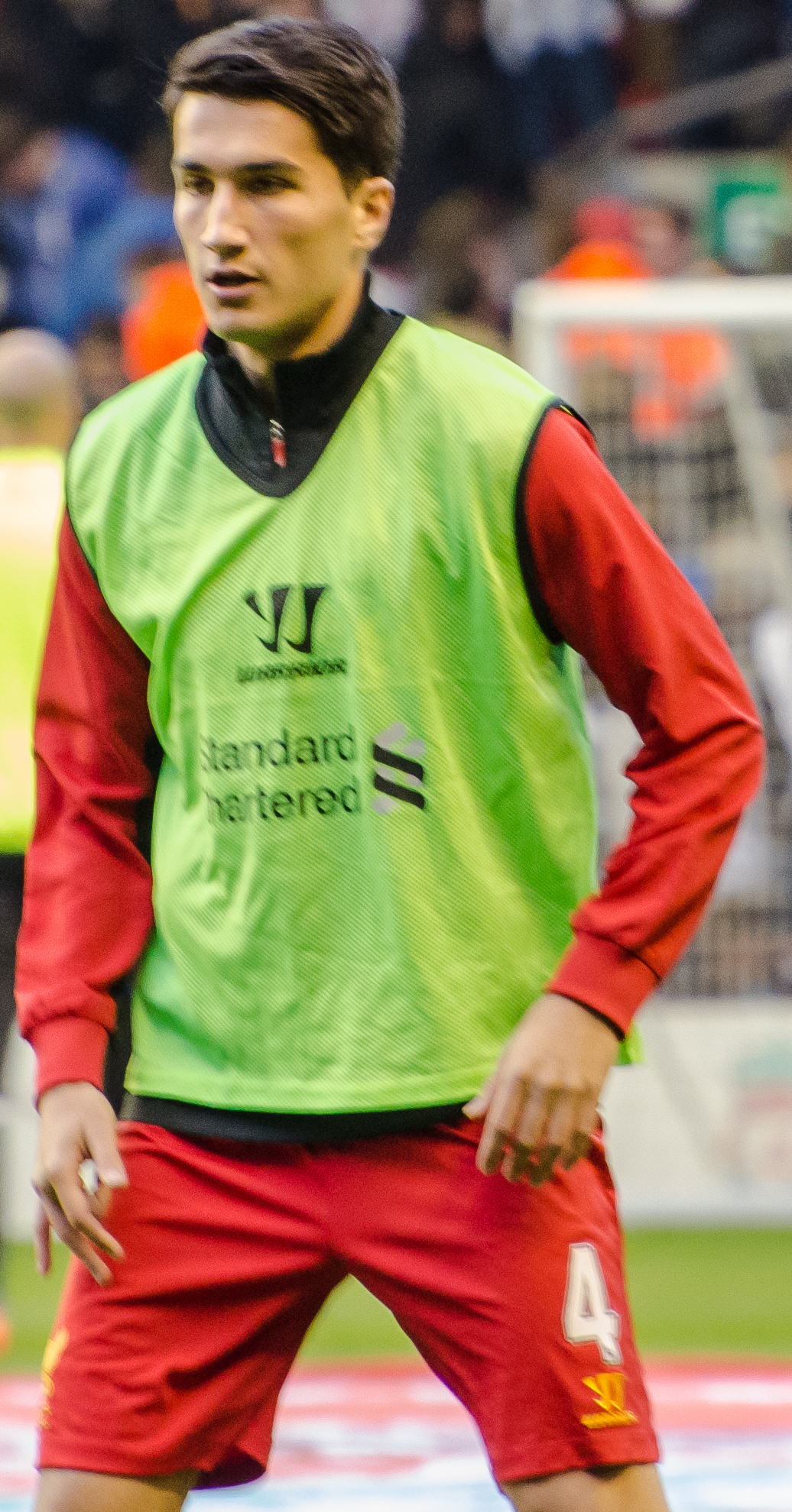
リヴァプール時代

2012年8月、出場機会を求め、プレミアリーグのリヴァプールFCに1年間のレンタル移籍をした。9月2日のアーセナルFC戦でプレミアデビュー、26日のフットボールリーグカップウェスト・ブロムウィッチ・アルビオンFC戦では移籍後初得点を含む2得点を挙げた。そして3日後のノリッジ・シティFC戦ではプレミア初得点を記録した。
しかし、リヴァプールでも本領は発揮できず、2013年1月に古巣のボルシア・ドルトムントに1年半のレンタルで加入することになった。

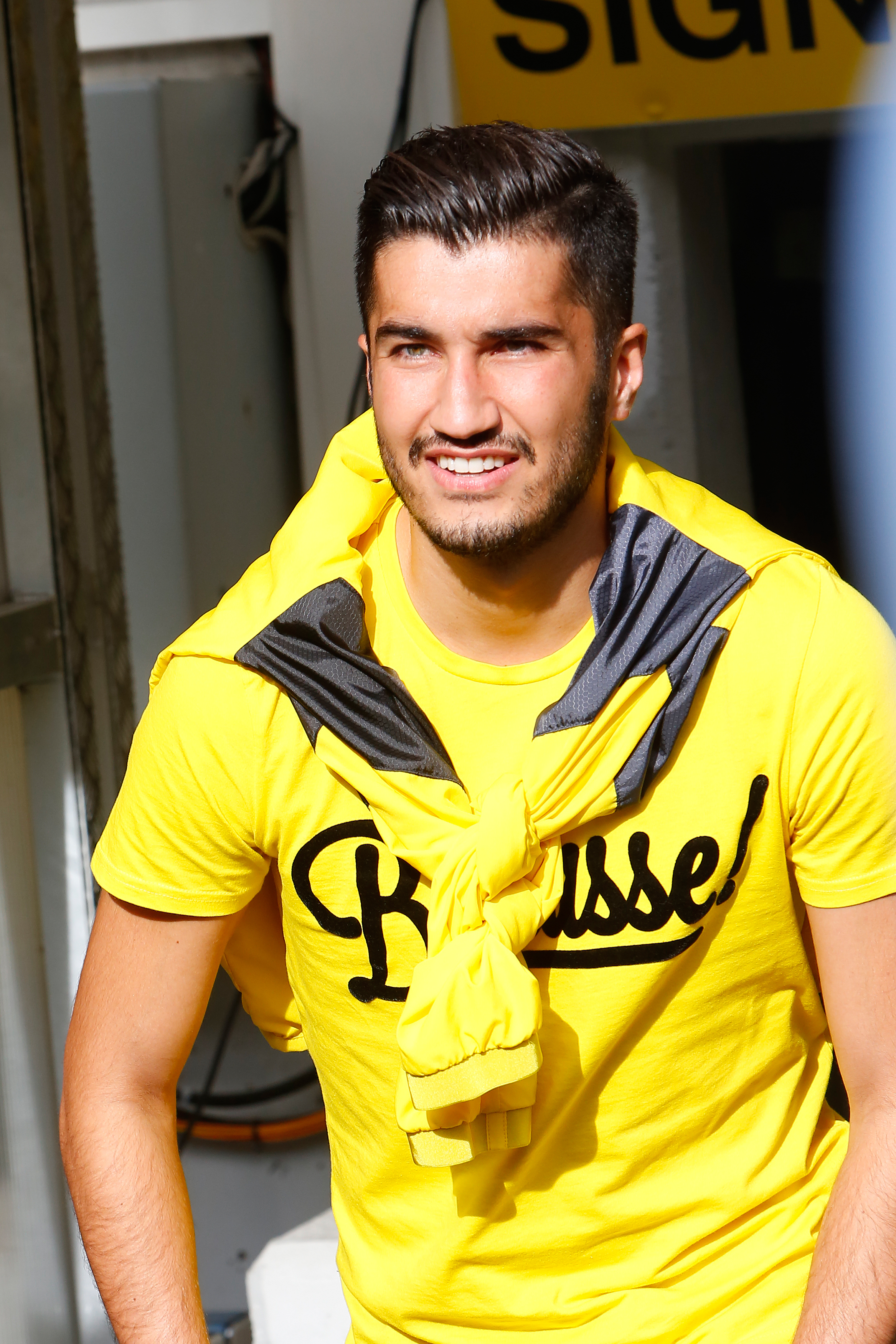
ドルトムント時代

2014年4月11日、ドルトムントに完全復帰。2016-17シーズンから背番号を「18」から「8」に変更した。

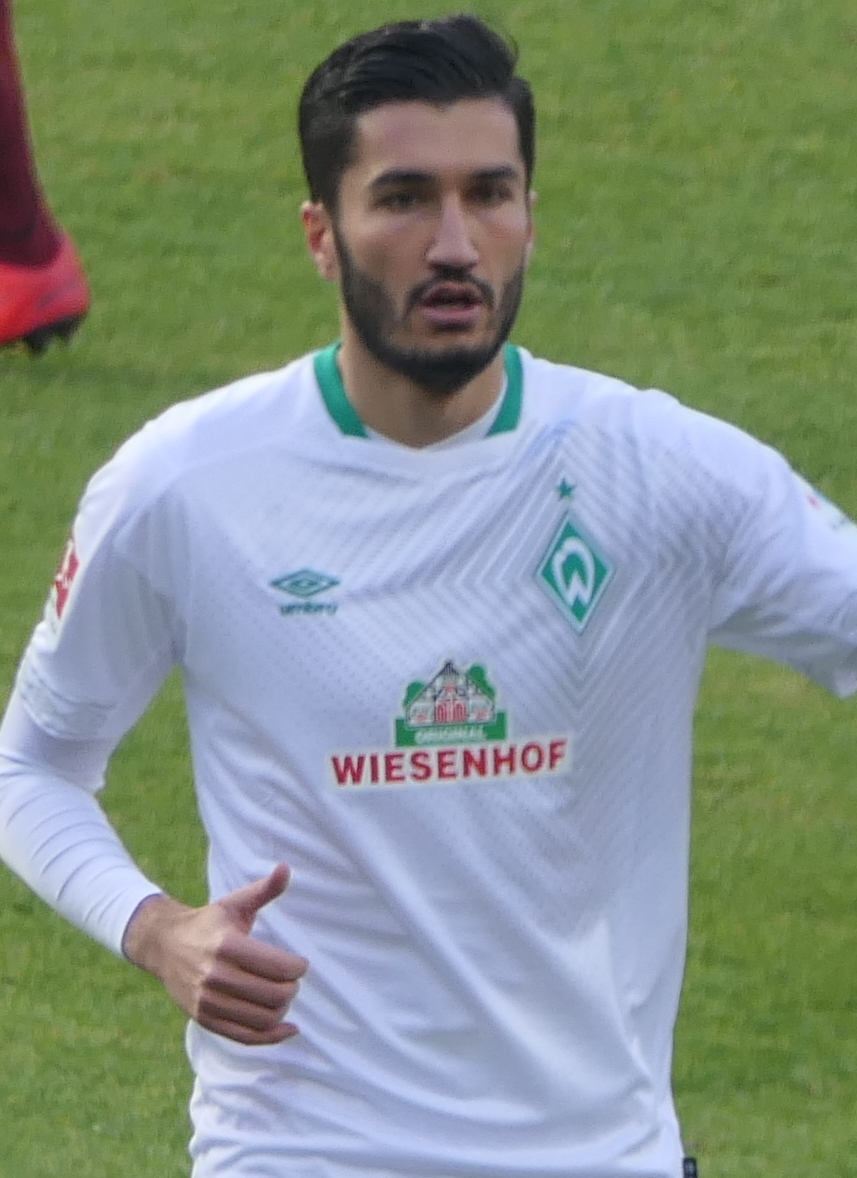
ブレーメン時代

2018年8月31日、ヴェルダー・ブレーメンに移籍。
2020年8月19日、アンタルヤスポルと契約した。

### 指導者時代
2021年10月5日、解任されたエルスン・ヤナルの後任としてアンタルヤスポルの監督に就任、これに伴い現役を引退した。2023年12月に退任を発表。
2024年1月1日より、アシスタントコーチとして古巣ボルシア・ドルトムントに復帰。そして6月14日、翌2024-25シーズンから同監督に昇格するが、成績不振によりシーズン途中の2025年1月22日に解任された。

### 代表

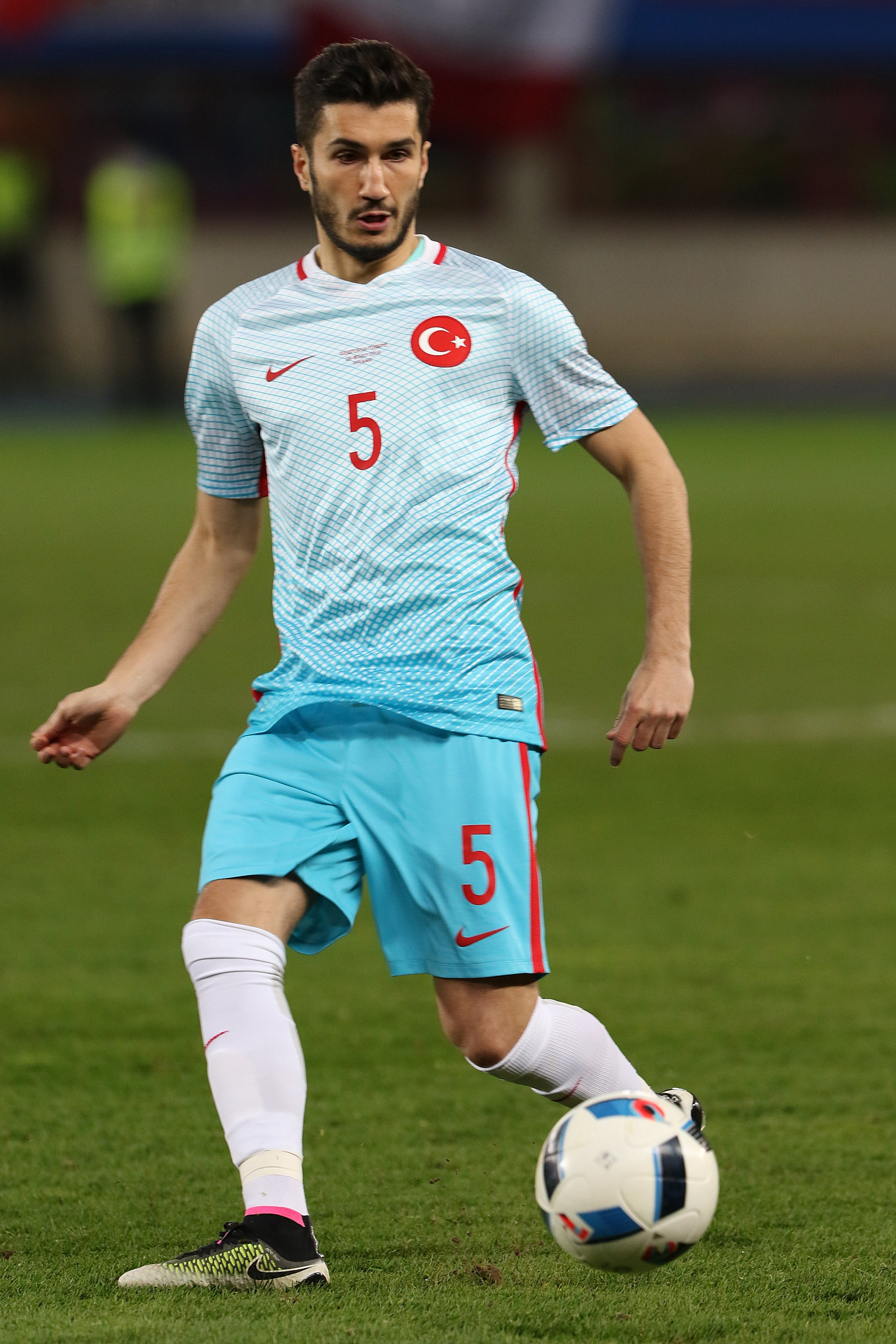
トルコ代表時代（2016年）

2005年5月にイタリアで開催されたUEFA U-17欧州選手権では、U-17トルコ代表の中心選手としてチームの優勝に貢献し、4得点を挙げて大会最優秀選手に選ばれた。同年にペルーで開催されたFIFA U-17ワールドカップではトルコ代表の4位入賞に貢献し、シルバーシュー（得点ランキング2位）とブロンズボール（優秀選手）を受賞した。
2005年10月8日、イスタンブールで行われたドイツとの親善試合でトルコ代表デビューし、この試合で初得点も挙げた。この時のシャヒンは17歳34日であり、トルコ代表の最年少出場記録と最年少得点記録を塗り替えた。
2017年11月に、29歳で代表引退を表明した。理由は、若手にゆずるためと話している。

## 人物
ボールキープに優れ、中盤の底でゲームを組み立てる能力に秀でている。「左利きのジネディーヌ・ジダン」のあだ名を持つ。パス供給能力に長けているだけでなく、ボール奪取力にも非凡なものを持つ。さらにフリーキックのスペシャリストであり、左足から繰り出されるパワー、精度を兼ね備えたエクセレントなシュートを持っている。
トルコ語、ドイツ語、英語、オランダ語、スペイン語の5ヶ国語を話すことができる。既婚者であり、2011年には子供も誕生している。
両親はトルコ人で、リューデンシャイトで生まれマイネルツハーゲンで育った。

## 個人成績

### クラブでの出場記録
2013年7月10日時点
| シーズン | クラブ             | リーグ           | 国内リーグ | 国内リーグ | 国内リーグ | 国内カップ | 国内カップ | 国内カップ | 欧州カップ | 欧州カップ | 欧州カップ | 通算 | 通算 | 通算     |
| シーズン | クラブ             | リーグ           | 出場       | 得点       | アシスト   | 出場       | 得点       | アシスト   | 出場       | 得点       | アシスト   | 出場 | 得点 | アシスト |
| -------- | ------------------ | ---------------- | ---------- | ---------- | ---------- | ---------- | ---------- | ---------- | ---------- | ---------- | ---------- | ---- | ---- | -------- |
| 2005–06  | ドルトムント       | ブンデスリーガ   | 23         | 1          | 6          | 0          | 0          | 0          | —          | —          | —          | 23   | 1    | 6        |
| 2006–07  | ドルトムント       | ブンデスリーガ   | 24         | 0          | 1          | 1          | 0          | 0          | —          | —          | —          | 25   | 0    | 1        |
| 2007–08  | フェイエノールト   | エールディヴィジ | 29         | 6          | 5          | 5          | 0          | 0          | —          | —          | —          | 34   | 6    | 5        |
| 2008–09  | ドルトムント       | ブンデスリーガ   | 25         | 2          | 6          | 2          | 0          | 1          | 1          | 0          | 0          | 28   | 2    | 7        |
| 2009–10  | ドルトムント       | ブンデスリーガ   | 33         | 4          | 8          | 3          | 2          | 1          | —          | —          | —          | 36   | 6    | 9        |
| 2010–11  | ドルトムント       | ブンデスリーガ   | 30         | 6          | 8          | 2          | 0          | 1          | 8          | 2          | 4          | 40   | 8    | 13       |
| 2011–12  | レアル・マドリード | プリメーラ       | 4          | 0          | 0          | 2          | 1          | 1          | 4          | 0          | 0          | 10   | 1    | 1        |
| 2012–13  | リヴァプール       | プレミア         | 7          | 1          | 2          | 1          | 2          | 0          | 4          | 0          | 1          | 12   | 3    | 3        |
| 2012–13  | ドルトムント       | ブンデスリーガ   | 15         | 3          | 3          | 0          | 0          | 0          | 2          | 0          | 0          | 17   | 3    | 3        |
| 通算     | 通算               | 通算             | 190        | 23         | 40         | 16         | 5          | 4          | 19         | 2          | 5          | 213  | 30   | 48       |

### 代表での得点
| #  | 日時          | 場所           | 相手       | スコア | 結果 | 大会     |
| -- | ------------- | -------------- | ---------- | ------ | ---- | -------- |
| 1. | 2005年10月8日 | イスタンブール | ドイツ     | 2–0    | 2–1  | 親善試合 |
| 2. | 2012年5月24日 | ザルツブルク   | ジョージア | 2–0    | 3–1  | 親善試合 |

## タイトル

### クラブ
フェイエノールト
- KNVBカップ：1回 (2007-08)

ボルシア・ドルトムント
- ブンデスリーガ：1回 (2010-11)
- DFLスーパーカップ：2回 (2013, 2014)
- DFBポカール：1回 (2016-17)

レアル・マドリード
- リーガ・エスパニョーラ：1回 (2011-12)

### 代表
U-17トルコ代表
- UEFA U-17欧州選手権：1回 (2005)

### 個人
- 2005 FIFA U-17世界選手権：1回 ブロンズボール賞（優秀選手）
- 2005 FIFA U-17世界選手権：1回 シルバーシュー（得点ランキング2位）